# Ceretolo
Ceretolo is een plaats (frazione) in de Italiaanse gemeente Casalecchio di Reno.